# Godric Gryfondom
Godric Gryfondom (v izvirniku Godric Gryffindor) je izmišljen lik iz serije fantazijskih romanov Harry Potter pisateljice J. K. Rowling.
Bil je eden izmed ustanoviteljev Bradavičarke, šole za čarovnike. Po njem se imenuje dom Gryfondom (v katerega hodi tudi Harry Potter). Godric Gryfondom je cenil predvsem pogum ter zvestobo, zato sta to lastnosti, ki mladim čarodejem prislužijo mesto v tem domu. V lasti je imel tudi meč, s katerim je Harry uničil nekaj skrižvenov.